# Sieliszcze (sielsowiet Chmielewo)
Sieliszcze (biał. Селішчы, Sieliszczy; ros. Селищи, Sieliszczi) – wieś na Białorusi, w obwodzie brzeskim, w rejonie żabineckim, w sielsowiecie Chmielewo.